# 穀物乾燥機

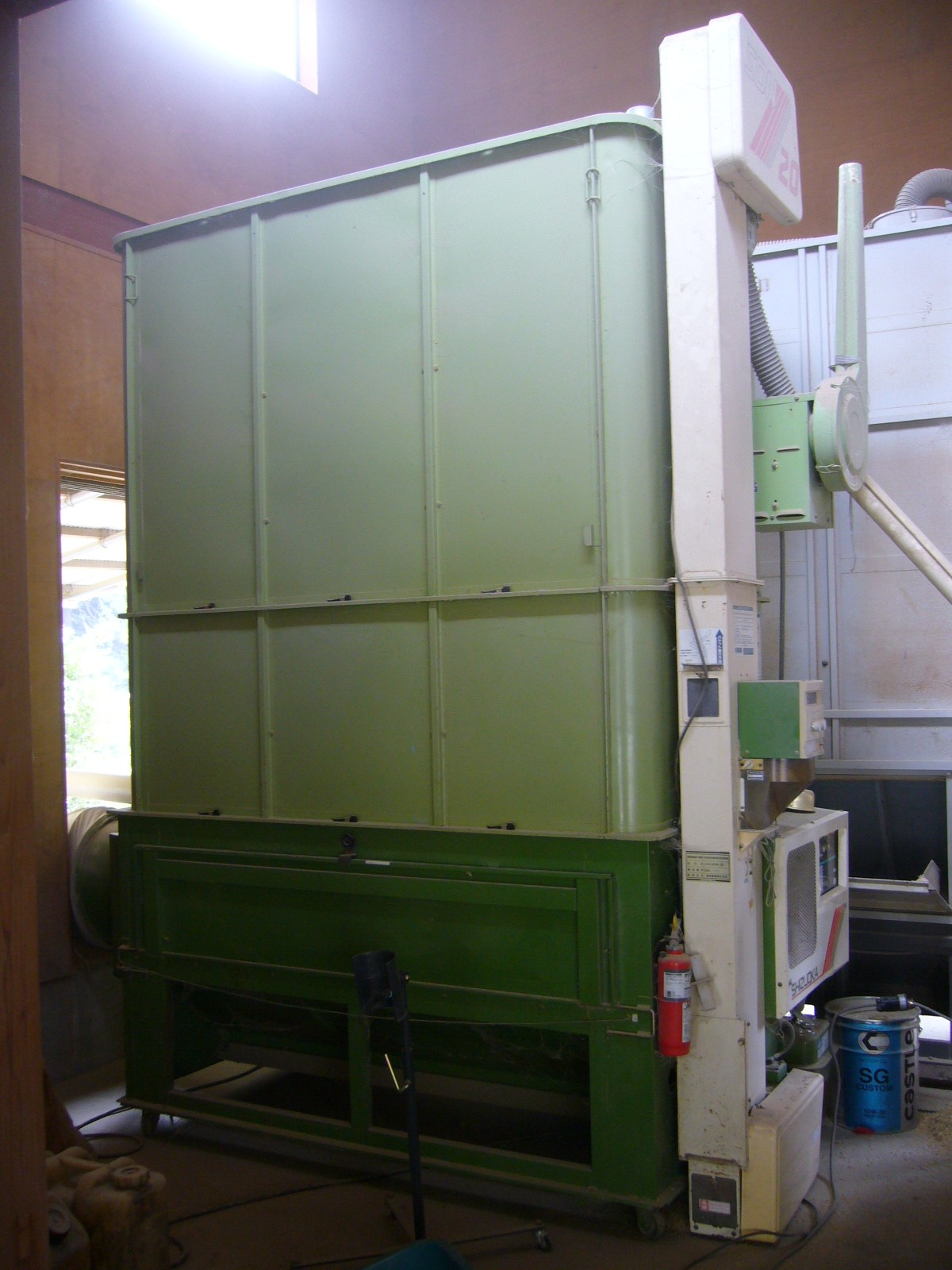
穀物乾燥機（立型）

穀物乾燥機（こくもつかんそうき）とは、収穫した穀物の乾燥に用いる農業機械である。乾燥は、もっぱらその保存性を高める目的で行われる。

## 発展の歴史
日本の江戸時代以前では、農産物の乾燥方法といえば、ムシロを使って天日干しや日陰干しなど自然乾燥による方法に委ねられるのが通常であった。
明治時代以降の近代に入ると、燃料と発動機を組み合わせて温風で強制的に乾燥させる方法が普及して行く。この火力乾燥による場合、乾燥室を屋内に設置すれば、天候の影響を受ける心配をしなくて済むという利点がある。現代では、収穫された穀物の乾燥は専用の立型乾燥機で行われるのが普通である。
穀物をコンバインで収穫した場合、脱穀や貯蔵に適した含水率以上であることが普通であり、速やかに乾燥機に入れなければならない。

## 穀物乾燥機の種類
穀物乾燥機には、次のような種類がある。
- 平面型乾燥機（平型乾燥機、平乾）
- 立型乾燥機（循環型乾燥機）

乾燥方式では、温風乾燥式と除湿乾燥式に分類される。